# Jacqueline Lawrence
Jacqueline Lawrence (Brisbane, 25 aprile 1982) è una canoista australiana, vincitrice della medaglia d'argento ai Giochi olimpici di Pechino 2008 nello Slalom K-1.

## Palmarès
- Olimpiadi

Pechino 2008: argento nello slalom K-1.